# Calophya

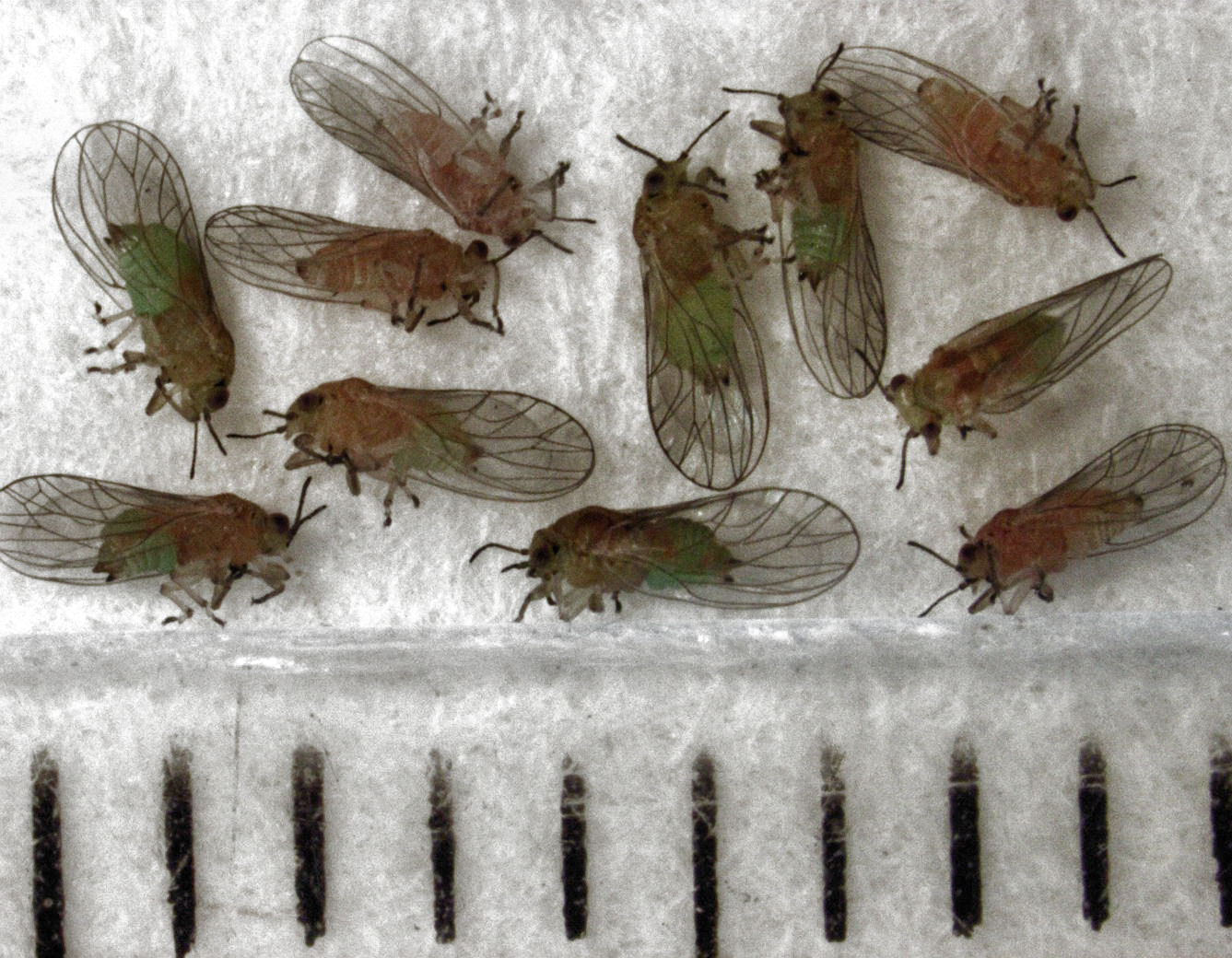
Calophya schini

Calophya (лат.) — род мелких полужесткокрылых насекомых из семейства листоблошковых Calophyidae. Включает около 60 видов.

## Распространение
Встречаются в основном в Неотропике и Голарктике. В Европе широко распространен только вид Calophya rhois. Для бывшего СССР указывалось 5 видов, из них 4 — на Дальнем Востоке России: Calophya nigra (=Calophya viridiscutellata Kuwayama, 1908, ранее как отдельный вид), Calophya nigridorsalis, Calophya phellodendri

## Описание
Мелкие полужесткокрылые насекомые (около 5 мм). Внешне похожи на цикадок, задние ноги прыгательные. Голова немного или заметно уже грудной клетки, в профиль сильно наклонена примерно на 90° к продольной оси тела. Темя от прямоугольного до трапециевидного и, за исключением зубчатых ямок, плоское; передний край широко закруглен к щекам.
Щечные выросты от коротких и округлых до длинных и заостренных, лежащих в плоскости ниже темени. Глаза полушаровидные. Усики десятичлениковые, их длина 0,8 в 1,5 раза больше ширины головы; терминальные щетинки 10-го сегмента часто очень длинные; с одним субапикальным ринарием на каждом из сегментов 4, 6, 8 и 9; в основании ринарии часто с очень длинными толстыми или раздвоенными щетинками; членики жгутика редко покрыты щетинками, длина которых примерно равна диаметру члеников. Наличник короткий, округлый, прилегает к вентральной поверхности тела; два верхних губных членика в 0,3—0,6 раза больше ширины головы. Дорзум груди сильно дугообразный. Передние перепончатые крылья более плотные и крупные, чем задние; в состоянии покоя сложены крышевидно. Лапки имеют 2 сегмента. Антенны короткие, имеют 10 сегментов. Голова широкая как переднеспинка.
Взрослые особи и нимфы питаются, высасывая сок растений. В основном связаны с растениями семейств анакардиевые, бурзеровые и рутовые.

## Систематика
Около 60 видов.
- Calophya acutipennis
- Calophya andina
- Calophya angulipennis
- Calophya arcuata
- Calophya aurea
- Calophya brevicornis
- Calophya buchananiae
- Calophya californica
- Calophya catillicola
- Calophya chinensis
- Calophya clausa
- Calophya clavuligera
- Calophya dicksoni
- Calophya dubia
- Calophya duvauae
- Calophya evodiae
- Calophya flavida
- Calophya floricola
- Calophya fusca
- Calophya gallifex
- Calophya hermicitae
- Calophya hyalina
- Calophya longispiculata
- Calophya luzonensis
- Calophya maculata
- Calophya mammifex
- Calophya mangiferae
- Calophya melanocephala
- Calophya meliorata
- Calophya minuta
- Calophya miramariensis
- Calophya monticola
- Calophya nigra
- Calophya nigrella
- Calophya nigricornis
- Calophya nigridorsalis
- Calophya nigrilineata
- Calophya nigripennis
- Calophya orbicola
- Calophya oweni
- Calophya pallidula
- Calophya patagonica
- Calophya phellodendri
- Calophya rhicola
- Calophya rhois
- Calophya rotundipennis
- Calophya rubra
- Calophya schini
- Calophya scrobicola
- Calophya shinjii
- Calophya spondiasae
- Calophya stigmotacta
- Calophya terebinthifolii
- Calophya triangula
- Calophya triozomima
- Calophya venusta
- Calophya verrucosa
- Calophya verticis
- Calophya verticornis
- Calophya washingtonia